# Équipe de Mayotte masculine de basket-ball
Maillots
Actualités
L'équipe de Mayotte de basket-ball est la sélection des meilleurs joueurs mahorais. Elle est placée sous l'égide de la Ligue mahoraise de basket-ball.

## Histoire

### Parcours aux JIOI
Lors de sa première participation aux Jeux des îles de l'océan Indien, les Mahorais finissent 3e de leur groupe.
Après un excellent parcours aux Jeux des îles de l'océan Indien 2011, la sélection mahoraise atteint la finale de la compétition mais échoue en finale face aux Seychelles.

## Effectif actuel
Effectif actuel lors des JIOI 2023.
| Numéro | Joueur                     | Poste | Naissance        | Taille | Club 2018-2019      |
| ------ | -------------------------- | ----- | ---------------- | ------ | ------------------- |
|        | Samir Akilaby              |       | 20 août 1996     |        | TCO                 |
|        | Anthony Alberede           |       |                  |        | CB Mtsahara         |
|        | Djenade Bamana             |       |                  |        | Rapides Éclairs     |
|        | Austin Rasolonjatovo       |       | 21 décembre 2001 | 1,86 m | Avignon             |
|        | El-Soidik Houmadi          |       |                  |        | VC Labattoir        |
|        | Anli-Saïd Souffou          |       |                  |        | Saint-Pierre Basket |
|        | Ahamadi Hamza              |       | 24 juillet 1991  | 1,88 m | VC Labattoir        |
|        | Antoy-Lahi Soilihi         |       |                  |        | VC Labattoir        |
|        | Nadjim Badirot             |       |                  |        | BCM                 |
|        | Rifki Said                 |       | 1990             |        | VC Labattoir        |
|        | Idrisse Malide             |       |                  |        | EB Kawéni           |
|        | Cheddly Omar Abdallah Omar |       |                  |        | Amiens              |

## Statistiques
| Adversaire | Matches | Victoires | Défaites | Nuls | Moyenne de points marqués | Moyenne de points encaissés | % de victoires |
| ---------- | ------- | --------- | -------- | ---- | ------------------------- | --------------------------- | -------------- |
| Comores    | -       |           |          |      |                           |                             |                |
| La Réunion | -       |           |          |      |                           |                             |                |
| Madagascar | -       |           |          |      |                           |                             |                |
| Maldives   | -       |           |          |      |                           |                             |                |
| Maurice    | -       |           |          |      |                           |                             |                |
| Seychelles | -       |           |          |      |                           |                             |                |
| Total      |         |           |          |      |                           |                             | %              |